# 赫拉貝昌卡
48°52′44″N 25°6′58″E / 48.87889°N 25.11611°E
赫拉貝昌卡（羅馬化：Hrabychanka）是烏克蘭西部伊萬諾-弗蘭科夫斯克州伊萬諾-弗蘭科夫斯克區特盧馬奇市鎮的村莊。該村面積2.63平方公里，2001年人口101，人口密度每平方公里38.4人。